# Lançon (Altos Pirineos)
 Lançon  es una población y comuna francesa, en la región de Mediodía-Pirineos, departamento de Altos Pirineos, en el distrito de Bagnères-de-Bigorre y cantón de Arreau.
Está integrada en la Communauté de communes des Véziaux d'Aure.

## Demografía
| 16 | 18 | 19 | 27 | 31 | 30 | 26 |
| Para los censos de 1962 a 1999 la población legal corresponde a la población sin duplicidades (Fuente: INSEE [Consultar]) |    |    |    |    |    |    |